# Havaji
Haváji (tudi Havajsko otočje; havajsko Hawaiʻi, Nā Mokupuni Hawaiʻi; angleško Hawaii) so otočje v Tihem oceanu in zadnja, 50. pridružena zvezna država ZDA, ki politično obsega to fizičnogeografsko otočje skoraj v celoti, vključno z  severozahodnimi nenaseljenimi havajskimi otočki, ki se raztezajo v verigi, dolgi okoli 2.400 km, vse do atola Kure, a brez Midwayskega atola, ki ni vključen v to državo. 

## Havajsko otočje
Skupna povšina otočja in obenem te zvezne države znaša 28.337 km². Havaji so sestavljeni iz osem večjih otokov (po velikosti: Hawaiʻi, Maui, Oʻahu, Kauaʻi, Molokaj, Lanaʻi, Niʻihau, Kahoʻolawe), od katerih so znatno poseljeni le štirje, in 24 manjših nenaseljenih atolov. Vsi otoki so vulkanskega izvora, nekateri ognjeniki pa so občasno še aktivni. Havaji imajo okoli milijon in pol prebivalcev (1.455.000 leta 2020). 
Največji havajski otok Hawaiʻi, po katerem se otočje imenuje, tudi Veliki otok (do leta 1898 Sandwich), meri 10.414 km²  in ima 200.000 prebivalcev. Na njem je najvišji vrh havajskega otočja, ognjenik Mauna Kea (4.205 m), ki je le 38 m višji od sosednjega, drugega najvišjega (Mauna Loa). Najbolj naseljen otok Havajev je po površini tretji največji Oʻahu, z milijonom prebivalcev (na njem leži tudi največje in obenem glavno mesto te države, Honolulu), medtem ko je drugi največji otok Maui, visok ok. 3000 m, na tretjem mestu po prebivalstvu.

## Zgodovina
Havaji so ena od dveh zveznih držav, ki sta bili splošno priznani kot neodvisni državi že pred priključitvijo Združenim državam. 

### Kraljevina Havaji
Leta 1810 je kralj Kamehameha I. premagal druga plemena in ustanovil enotno Kraljevino Havaji, ki je bila suverena monarhija. Havaji so leta 1840 dobili napisano ustavo. Leta 1843 je na Havajih posredovalo Združeno kraljestvo (kar je še vidno na sedanji havajski državni zastavi), prevladal pa je ameriški vpliv, nenazadnje tudi zaradi strateške lokacije otočja in interesov po zgraditvi glavnega oporišča ameriške Pacifiške flote. Leta 1893 so na otokih bivajoči ameriški in evropski kapitalisti ter posestniki strmoglavili kraljico Liliuokalani. Zatem so bili Havaji neodvisna republika pod upravo ZDA od leta 1894 do 12. avgusta 1898, ko so uradno postali del ozemlja Združenih držav. Kot zadnja, 50. ameriška zvezna država so bili Havaji sprejeti in potrjeni 21. avgusta 1959.

## Znane osebnosti, povezane s Havaji

### Znane osebnosti, rojene na Havajih
- Barack Obama, nekdanji predsednik ZDA
- Jack Johnson, glasbenik
- Bruno Mars, pevec
- Bethany Hamilton, surferka
- Nicole Kidman, filmska igralka
- Bette Midler, filmska igralka

### Znane osebnosti, umrle na Havajih
- James Cook, pomorščak in raziskovalec
- sveti Damijan Jožef de Veuster, belgijski misionar
- Ferdinand Marcos, filipinski diktator